# Родийиттрий
Родийиттрий — бинарное неорганическое соединение
иттрия и родия
с формулой RhY,
кристаллы.

## Получение
- Спекание стехиометрических количеств чистых веществ:

{\displaystyle {\mathsf {Y+Rh\ {\xrightarrow {1650^{o}C}}\ RhY}}}

## Физические свойства
Родийиттрий образует кристаллы
кубической сингонии,
пространственная группа P m3m,
параметры ячейки a = 0,3410 нм, Z = 1,
структура типа хлорида цезия CsCl
.
Соединение конгруэнтно плавится при температуре ≈1650°С
.